# Расеборг
Ра́себо́рг (швед. Raseborg) или Ра́асепо́ри (фин. Raasepori) — город в Финляндии в провинции Уусимаа (Нюланд).
Образован 1 января 2009 года в результате объединения городов Карис (швед. Karis, фин. Karjaa), Экенес (швед. Ekenäs, фин. Tammisaari) и коммуны Похья (фин. Pohja, швед. Pojo). Центром города является Экенес. В качестве названия было принято название Расеборгского замка, находящегося в Экенесе (ранее — в муниципалитете Снаппертуна). Также до 1634 года существовал одноимённый лен.

## География
Расеборг расположен в юго-западной части провинции Уусимаа. Город выходит к побережью Финского залива Балтийского моря. Исторический центр находится при глубоко вдающейся в сушу бухте Похья, на вдающейся в бухту косе.
Городской муниципалитет Расеборг граничит с городами Ханко, Сало, Лохья и общинами Кемиёнсаари, Инго и Карьялохья.
Общая площадь всего муниципалитета — 2 178 км², из которых 1 144,32 км² — суша.

## Население
В Расеборге проживают около 28 700 жителей.
Город является двуязычным (шведский язык используют около 67,1 % населения, финский — около 30,7 %). Расеборг также является крупнейшим преимущественно шведоязычным муниципалитетом Финляндии.

## Достопримечательности
- Расеборгский замок